# Axelle Lenoir
Axelle Lenoir (1979, Notre-Dame-du-La) es una autora de cómics canadiense que vive en Quebec.

## Primeros años
Axelle Lenoir se familiarizó con el cómic desde muy temprana edad: entre los 6 y los 9 años descubrió Philémon y Spirou y Fantasio en la colección de cómics de su padre.
Abandonó su hogar a los 16 años para estudiar artes plásticas en el Cégep de Sainte-Foy. En 1998, se trasladó a Rivière-du-Loup para realizar un curso de diseño gráfico.

## Carrera
Después de graduarse, regresó a Quebec, donde fue contratada por una empresa de videojuegos. Después de cuatro años, la empresa cerró su departamento de animación y ella decidió comenzar una carrera en el cómic
En 2005, publicó su primera serie de cómics, Mertownville. Consta de dos volúmenes: Lydia y 1951.
En 2020, Axelle Lenoir eliminó las referencias a Harry Potter en su cómic What if we were...  por las opiniones de JK Rowling sobre las personas trans. Las reemplazó con una referencia a las heroínas Adora y Catra de la serie animada She-Ra y las princesas del poder, conocida por haber presentado personajes LGBT.

## Vida personal
Lenoir es transgénero. Anunció públicamente su transición en 2019, en una entrevista con Curium, una revista para adolescentes donde su serie de cómics, What if we were...  (Si on était... ) se publicaba todas las semanas.

## Obras

### En inglés
- What If We Were (2019)
- Camp Spirit (2020)
- Secret Passages (2022)
- What If We Were #2 (2023)

### En francés
- Mertownville #1 (2005)
- Mertownville #2 (2005)
- Mertownville #3 (2007)
- Luck (2010)
- French Kiss 1986 (2012)
- Le Domaine Grisloire #1 (2014)
- Le Domaine Grisloire #2 (2015)
- L'Esprit du Camp #1 (2017)
- L'Esprit du Camp #2 (2018)
- Si on était, #1 (2019)
- Passages Secrets (2020)
- Si on était, #2 (2022)

## Premios y nominaciones
- Mejor primer volumen (2006), Lycéens Picards, por Mertownville #1[8]
- Mejor volumen publicado en el extranjero por un escritor quebequense (2011), Premio Albéric-Bourgeois, por Luck[9]
- Premio Bédéis Causa (2013) por French Kiss 1986.
- Premio de los Libreros de Quebec (finalista, 2018), categoría Cómics, por L'Esprit du camp #1.[10]
- Premio de los Libreros de Quebec (finalista) por L'esprit du camp #2[11]
- Premio Eisner por What if we were...  (versión inglesa de Si on était)[12][13]
- Premio del cómic (finalista, 2023) Salón del libro de Trois-Rivières, categoría Cómic juvenil, por Si on était...  #2[14]